# Amanda Reynolds

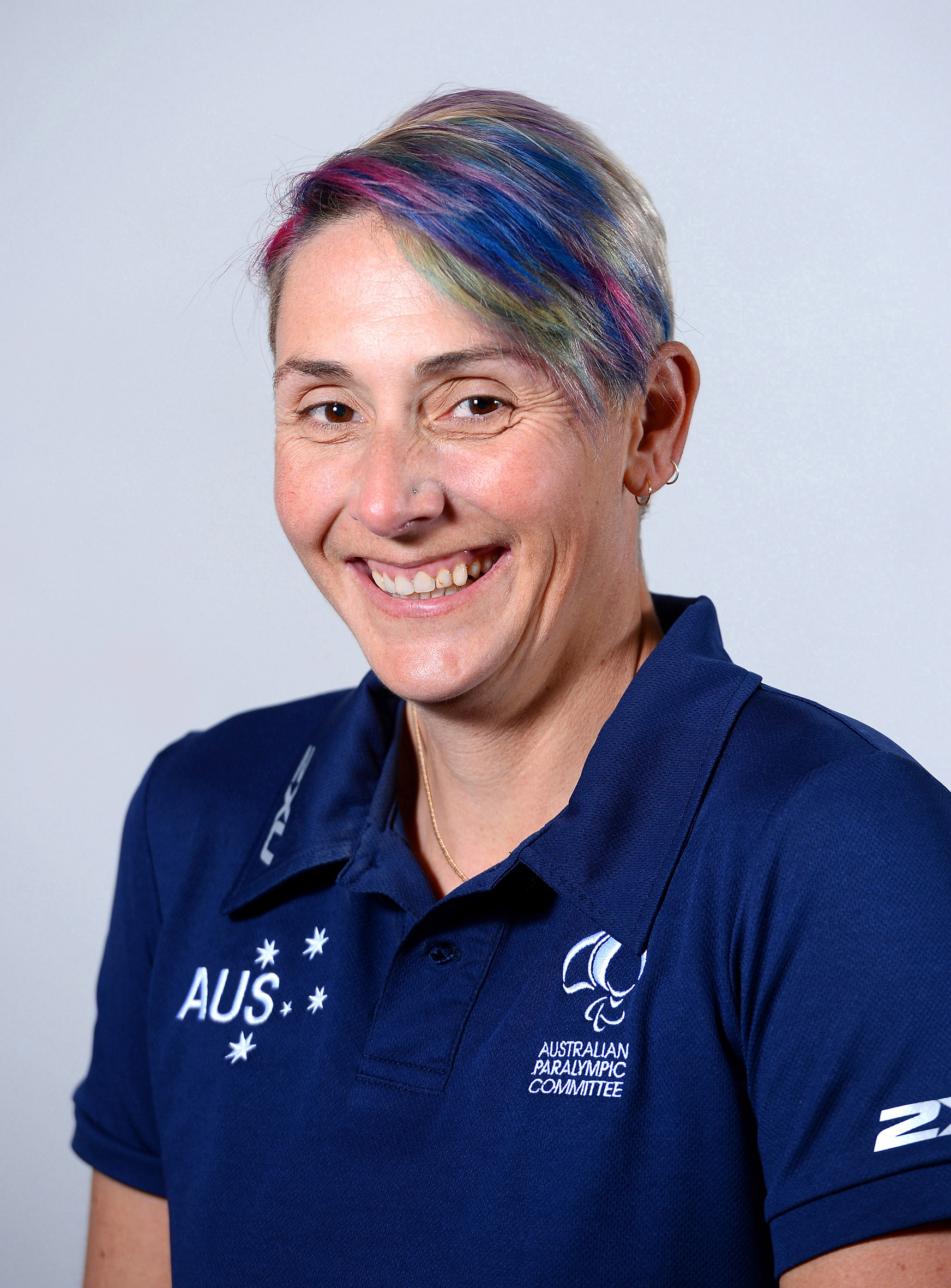
Amanda Reynolds, 2016

 AJ Jennings (* 7. Oktober 1971 in Australien) ist eine australische Parakanutin. Sie gewann bei den ICF Canoe Sprint World Championships zwei Goldmedaillen und bei den Paralympics 2016 in Rio de Janeiro gewann sie eine Silbermedaille.

## Leben
Reynolds unterzog sich 2012 einer Operation, wobei der untere Teil ihres rechten Beines amputiert wurde. Vor der Amputation lebte sie 20 Jahre lang mit chronischen Schmerzen und einer Abhängigkeit von verschreibungspflichtigen Medikamenten nach Komplikationen durch ein ausgekugeltes Knie. Sie ist verheiratet und hat zwei Kinder.

## Sportliche Karriere
Reynolds wurde als KL3 Paracanoeist klassifiziert und begann ihre Sportkarriere mit der Teilnahme an dem Murray Marathon, dem längsten jährlichen Flachwasser-Kanurennen der Welt.  2013 nahm sie an der Sale to Sea Disability Kayak Challenge teil. Ihr internationales Debüt gab sie bei den Kanurennsport-Weltmeisterschaften 2014 in Moskau, wo sie eine Bronzemedaille im Damen-Kajak LTA gewann. Bei den ICF Canoe Sprint World Championships 2015 in Mailand und bei dem Paralympic Test Event in Rio de Janeiro gewann sie die Goldmedaille in der Klasse Frauen K-1 200 m KL3.
Bei der 2016 ICF Paracanoe – Weltmeisterschaft in Duisburg gewann sie die Silbermedaille in den 200 m KL3 Frauen. 2016 wurden bei den Sommer-Paralympics 2016/Parakanu in Rio de Janeiro zum ersten Mal in insgesamt sechs Wettbewerben im Parakanu Medaillen vergeben. Reynolds gewann hier eine Silbermedaille bei 200 m KL3 der Frauen.
Bei den 2017 Kanu-Weltmeisterschaften in Račice u Štětí, Tschechien, gewann sie die Goldmedaille im Frauen-KL2 200 m. Ein Jahr später gewann sie bei den ICF Canoe Sprint World Championships 2018 in Montemor-o-Velho die Silbermedaille im KL3 200 m der Frauen. Bei den 2019 Kanu-Weltmeisterschaften in Szeged, Ungarn, wurde sie Siebte in den KL3 200 m Frauen.
Sie wurde für die Teilnahme an den Sommer-Paralympics 2020 ausgewählt, welche voraussichtlich vom 24. August bis zum 5. September 2021 in Tokio ausgetragen werden.

## Ehrungen
- 2015 und 2016 wurde sie bei den Australian Canoeing Awards mit dem People’s Choice Award ausgezeichnet.
- Sie war Australiens Fahnenträgerin bei den Weltmeisterschaften 2016 in Duisburg.[4][5]